# Stefano Barrera
Stefano Barrera (Siracusa, 12 de enero de 1980) es un deportista italiano que compitió en esgrima, especialista en la modalidad de florete.
Ganó cuatro medallas en el Campeonato Mundial de Esgrima entre los años 2006 y 2010, y una medalla de oro en el Campeonato Europeo de Esgrima de 2009.

## Palmarés internacional
| Campeonato Mundial | Campeonato Mundial | Campeonato Mundial | Campeonato Mundial  |
| Año                | Lugar              | Medalla            | Prueba              |
| ------------------ | ------------------ | ------------------ | ------------------- |
| 2006               | Turín (Italia)     | Medalla de bronce  | Florete individual  |
| 2008               | Pekín (China)      | Medalla de oro     | Florete por equipos |
| 2009               | Antalya (Turquía)  | Medalla de oro     | Florete por equipos |
| 2010               | París (Francia)    | Medalla de plata   | Florete por equipos |
| Campeonato Europeo |                    |                    |                     |
| Año                | Lugar              | Medalla            | Prueba              |
| 2008               | Kiev (Ucrania)     | Medalla de oro     | Florete por equipos |
| 2009               | Plovdiv (Bulgaria) | Medalla de oro     | Florete por equipos |